# Zhu av Xia
Zhu (予/杼; Zhù) var en kung under den kinesiska Xiadynastin och regerade från 1808 till 1802 f.Kr.
Zhu blev regent över Xiadynastin efter att hans far Shao Kang avlidit. Zhu regerade inledningsvis från Yuan (原), men under sitt femte regentår flyttade han huvudstaden till Laoqiu (老丘). Under sitt sjuttonde år som regent avled Zhu och efterträddes han av sin son Huai av Xia.
Zhus biografi är beskriven i de historiska krönikorna Shiji och Bambuannalerna.